# Bodh'aktan
Bodh'aktan est un groupe de rock québécois aux fortes influences celtiques. Il a été formé en 2011.

## Discographie
- 2011 : Au diable les remords
- 2013 : Against Winds and Tides
- 2013 : Tant qu'il restera du rhum…
- 2015 : Mixtape (covers)
- 2016 : Bodh'Aktan
- 2018 : Ride out the storm
- 2019 : De temps et de vents